# Nísia Floresta
Dionísia Gonçalves Pinto, más conocida por el pseudónimo de Nísia Floresta Brasileira Augusta (Papari, actual Nísia Floresta, Estado de Río Grande del Norte, 12 de octubre de 1810-Ruan, Francia, 24 de abril de 1885), fue una educadora, escritora y poeta brasileña. Es considerada una pionera del feminismo en el Brasil y fue probablemente la primera mujer en romper los límites entre los espacios públicos y privados, publicando textos en periódicos, en una época en que la prensa nacional era primitiva. Nísia también dirigió un colegio para niñas en Río de Janeiro; y escribió libros en defensa de los derechos de las mujeres, de los pueblos originarios y de los esclavos

## Biografía
Era hija del portugués Dionísio Gonçalves Pinto y de la brasileña Antônia Clara Freire, siendo bautizada como Dionísia Gonçalves Pinto, aunque fue conocida por el pseudónimo de Nísia Floresta Brasileira Augusta. Nísia: diminutivo de Dionísia, Floresta, era el nombre del sitio natal (fazenda). Brasileira era el símbolo de su patriotismo, una necesidad de afirmación para quien vivió casi tres décadas en Europa. Augusta era una recordación de su segundo marido, Manuel Augusto de Faria Rocha, con quien se casó en 1828, padre de su hija Lívia Augusta.
En ese mismo año, el padre de Nísia había sido asesinado en Recife, hacia donde la familia se había mudado. En 1831, Nísia dio sus primeros pasos en las letras, publicando en un periódico pernambucano una serie de artículos sobre la condición femenina. De Recife, y ya viuda, con la pequeña Lívia y su propia madre, Nísia viasjó a Rio Grande do Sul donde se instaló y dirigió un colegio para niñas. La Guerra de los Farrapos interrumpió sus planes, y Nísia resolvió irse a Río de Janeiro, donde fundó y dirigió los colegios Brasil y Augusto, notables por el alto nivel de enseñanza
En 1849, por recomendación médica llevó a su hija, gravemente accidentada, a Europa. Y fue en París donde vivió por más tiempo. Em 1853, publicó Opúsculo Humanitario, una colección de artículos sobre emancipación femenina, que fue merecedor de una muy favorable apreciación de Auguste Comte, el padre del positivismo. Y el 5 de septiembre de 1857 moría Auguste Comte y Nísia Floresta fue una de las cuatro mujeres que acompañó el cortejo fúnebre al "Cementerio Père Lachaise". Y luego publicó en París Itinéraire d'un voyage en Allemagne. cuyo texto, bajo la forma de cartas dirigidas a los hijos y hermanos, contaba las impresiones de la autora sobre las ciudades alemanas. La primera misiva es de Bruselas, del 26 de agosto de 1856 y, la última, de Estrasburgo, del 30 de septiembre del mismo año.

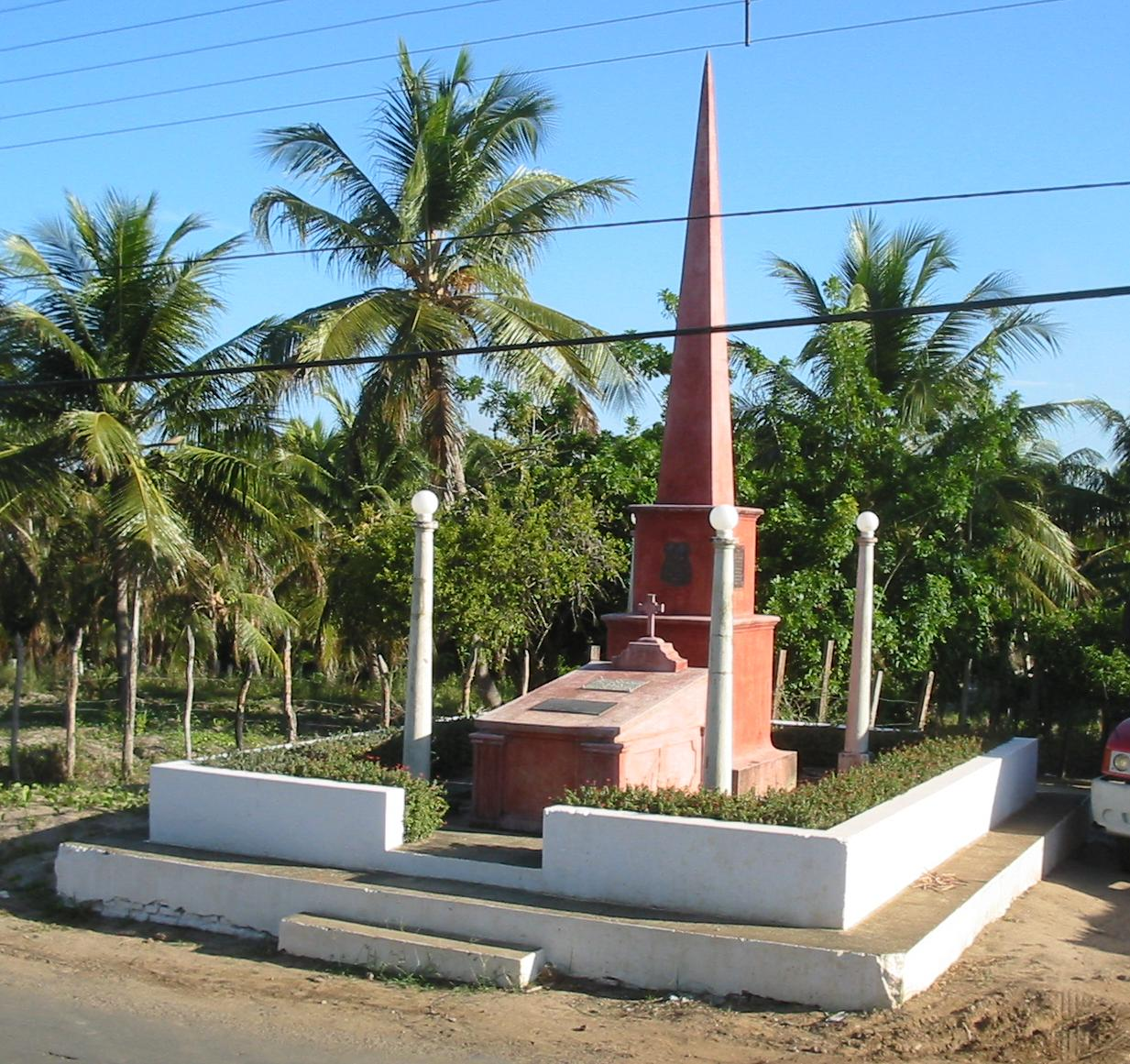
Túmulo de Nísia Floresta, localizado en Nísia Floresta, Río Grande del Norte

El 31 de marzo de 1856, O Brasil Ilustrado publicó «O Pranto Filial», donde la escritora expone el dolor por la pérdida de su madre y el sentimiento de orfandad que la consume.
Retornó al Brasil entre 1872 y 1875, en plena campaña abolicionista liderada por Joaquim Nabuco, mas casi nada se sabe sobre su vida en ese período. Retornó a Europa en 1875 y, tres años después, publicó su último trabajo Fragments d’un ouvrage inédit: Notes biographiques, en París. A pesar de contener principalmente informaciones respecto de su hermano, Joaquim Pinto Brasil, este libro trae también datos autobiográficos, hasta entonces desconocidos. Nísia pasó a residir en Rouen y, enseguida, a Bonsecours, en el interior de Francia. 
Nísia falleció, a las 21, de neumonía y fue sepultada en el Cementerio de Bonsecours. En agosto de 1954, casi setenta años después, sus despojos fueron trasladados a Rio Grande do Norte siendo llevados a su localidad natal, Papari, que ya en su honor se llamaba Nísia Floresta. Primeramente fueron depositados en la iglesia matriz, y después se llevados a una tumba en el sitio Floresta, donde había nacido.
Su más completa biografía, Nísia Floresta - Vida e Obra, fue escrita por Constância Lima Duarte, en 1995. Es un libro de 365 páginas, editado por la Editora Universitária (de la Universidad Federal de Rio Grande do Norte) que, en 1991, había sido presentado como Tesis de Doctorado en Literatura Brasileña de la autora, en USP/SP.

## Libros
El primer libro escrito por ella, y el pionero en el Brasil en tratar los derechos de las mujeres a la instrucción y a los trabajos se intitulaba Direitos das mulheres e injustiça dos homens, y tuvo como musa inspiradora al texto de la feminista inglesa Mary Wollstonecraft: Vindications of the Rights of Woman. Y, aunque Nísia no hizo una simple traducción, utilizó dicho texto de la inglesa para introducir sus propias reflexiones sobre la conservadora realidad brasileña. No es, por lo tanto, que del texto inglés se pueda inferir el Direitos das mulheres e injustiça dos homens; y, como traducción absolutamente libre, se tiene tal vez el texto fundante del feminismo brasileño, donde si vemos a una nueva escritora, aunque inspirada por la lectura de otros.
Fue ese libro el que le dio a la autora el título de precursora del feminismo en el Brasil, y hasta la misma América Latina, pues no existen registros de textos anteriores realizados con esas intenciones, además ella no paró allí, pues en otros libros continuaría destacando la importancia de la educación femenina para la mujer y la sociedad. Son Conselhos a minha filha (1842), Opúsculo humanitário (1853), donde la autora condena la formación educacional femenina, en Brasil y en otros países y A Mulher (1859).
En su libro Patronos e Acadêmicos —referente a personalidades de la Academia Norte-Riograndense de Letras—, Veríssimo de Melo comienza el capítulo sobre Nísia de la siguiente manera:

“Nísia Floresta Brasileira Augusta fue la más notable mujer que la Historia de Rio Grande del Norte registra”.

De hecho, la historia y la obra de Nísia son de extraordinaria importancia. 

«Infelizmente, la falta de divulgación de la obra de Nísia es la responsable por el enorme desconocimiento de su vida singular y de sus libros considerados de gran valor», dice Veríssimo.

### Otras publicaciones
- 1847, en Río de Janeiro: Daciz ou A jovem completa, historieta ofrecida a las educandas del colegio; Fany ou O modelo das donzelas, del 8 de abril, por el Colégio Augusto, com una propuesta moralista; Discurso que às suas educandas dirigiu Nísia Floresta Brasileira Augusta, pronunciado en las aulas del Colégio Augusto (6 pp.) el 18 de diciembre

- 1858: primera edición de Consigli a mia figlia, traducida al italiano por la propia autora. La publicó en Florencia, y los cuarenta pensamientos en verso de la edición brasileña aparecen en prosa

- 1859: la Asociación de Propaganda de Valencia, imprime la segunda edición italiana de Consigli a mia figlia, que había sido recomendado por el obispo de Mandovi para uso en las escuelas católicas de Piamonte

- 1859: Scintille d' un' anima brasiliana, que reúne cinco ensayos: «Il Brasile», «L'abisso sotto i fiori della civilità», «La donna», «Viaggio magnetico», «Una passeggiata al giardino di Lussemburgo».

- 1860: edición italiana de Le lagrime de un Caeté, traducido por Ettore Marcucci, con un prefacio elogioso hacia la autora. Florencia

- 1864: publica el primer volumen de Trois ans en Italie, suivis d'un voyage en Grèce, París. En ese libro, Nísia Floresta debate los problemas políticos y sociales italianos, y reflexiona sobre los acontecimientos de la esclavitud, y la historia y cultura en Italia

- 1871: publica Le Brésil, en París, también traducido por Lívia Augusta

- 1872, publica el segundo volumen de Trois ans en Italie, suivis d'un voyage en Grèce, París

- 1997. Cintilações de uma alma brasileira. Coautores Constância Lima Duarte, Michele A. Vartulli. Editora Mulheres, 203 pp. ISBN 85-85869-14-3

- 1997. A lágrima de um caeté. Coautora Constância Lima Duarte. 4.ª edición Fundação José Augusto, 66 pp.

'. Editor EDUNISC, 210 pp.
- 2009. Inéditos e dispersos: de Nísia Floresta. Volumen 8 de Coleção Estudos Norte-Rio-Grandenses. Autores Nísia Floresta Brasileira Augusta, Constância Lima Duarte. Editora da UFRN, 124 pp. ISBN 857273547X

## Honores
- Rua Nísia Floresta, Porto Alegre[4]